# 埃爾波爾貝尼爾 (弗朗西斯科-莫拉桑省)
埃爾波爾貝尼爾（西班牙語：El Porvenir），是洪都拉斯的城鎮，位於該國中部，由弗朗西斯科-莫拉桑省負責管轄，始建於1964年2月7日，面積400.39平方公里，海拔高度623米，2001年人口14,185，人口密度每平方公里35.43人。
14°45′0″N 87°11′0″W / 14.75000°N 87.18333°W